# Logis Graslin
Le Logis Graslin est un hôtel particulier construit au début du XVIIe siècle, situé à Château-du-Loir, dans le département français de la Sarthe.

## Localisation
Le Logis Graslin est situé à l'angle des rues Saint-Jean et Léon Loiseau, sur la commune de Château-du-Loir. 

## Historique
Le Logis Graslin fut construit au début du XVIIe siècle pour Massue, conseiller du roi Henri IV procureur de la sénéchaussée de Château-du-Loir. La famille Graslin donne son nom au logis lorsque Louis-François de Graslin, chevalier des ordres royaux de la Légion d’honneur épouse la dernière représentante de la famille Massue au début du XIXe siècle. Les façades et toitures et l'escalier intérieur font l'objet d'une inscription au titre des monuments historiques depuis le 18 février 1971.